# Bécsi keringő

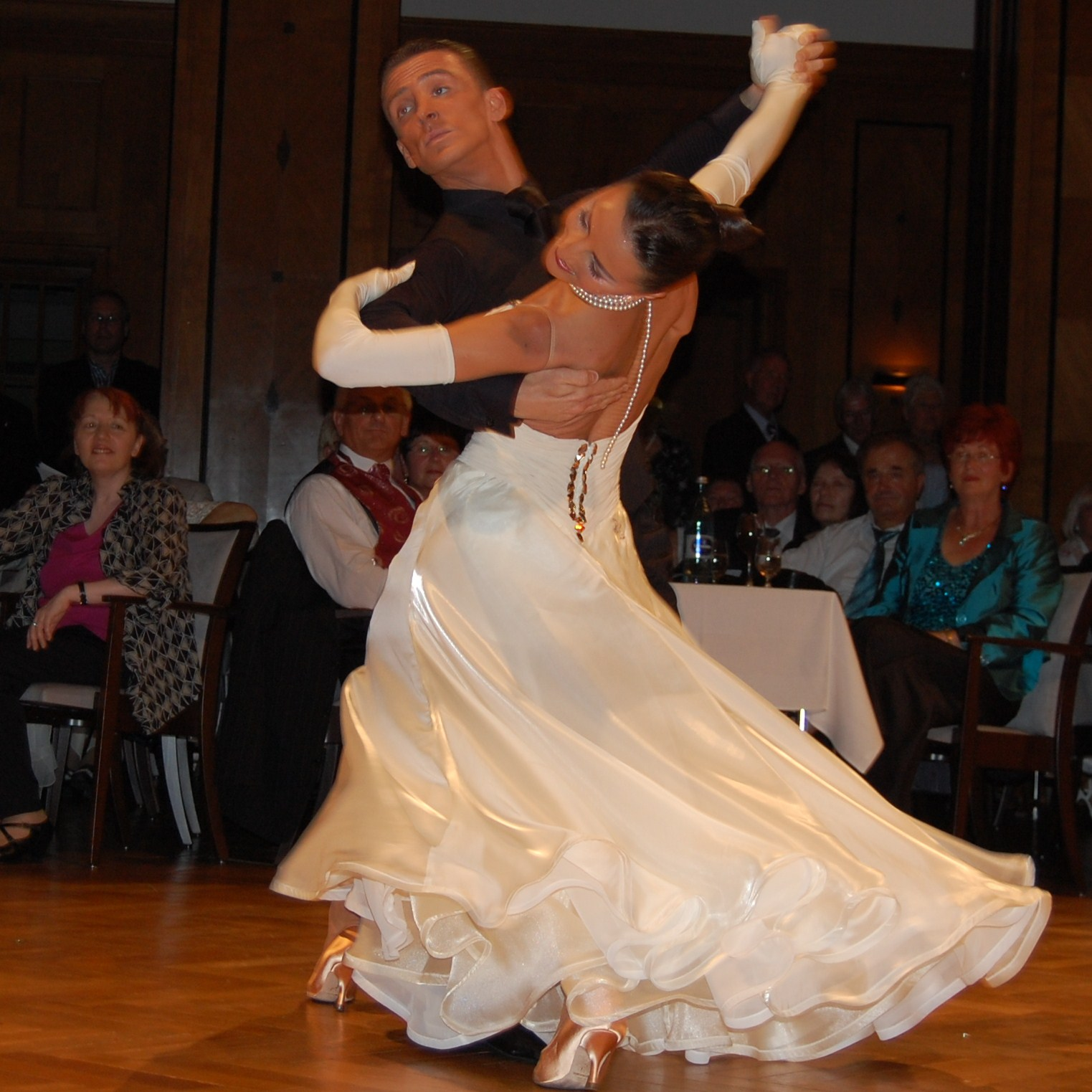
Bécsi keringő

A bécsi keringő (ismert német nevén Wiener Walzer) a legrégebbi hagyományú társastánc. Neve a német „waltzen” (forogni, keringeni) szóból származik és a talajon sikló lábak forgó mozgására vonatkozik. A „bécsi” jelző retronim elnevezés, ami az 1920-ban az amerikai Bostonban kialakult angol keringőtől különbözteti meg az eredeti változatot.
A keringő gyökereit kutatva egészen a 12–13. századig lehet visszamenni, a minnesängerek idejéig. A német Springtanzban – amely páratlan ütemű táncrészként a páros ütemű, lépkedett előtáncot követte – felismerhető a keringő eredete.
A „walzen” szó 1750 körül egy rögtönzött bécsi vígjátékban jelent meg.

## Lépései
A bécsi keringő, amely 6 lépésből áll, két ¾-es ütemre volt felosztva és egy teljes fordulással összekötve kiteljesedett az akkoriban még szokásos balett-technika segítségével. Németország maradt a keringővel kapcsolatos események középpontja egészen az ezerkilencszázhúszas évekig, amikor is a valcer úgy egy évtizedig háttérbe szorult a modernebb, dinamikusabb táncformák miatt. Angliában a bécsi keringő sohasem volt otthonos. Az angolok bécsi keringő elleni tiltakozását mutatja, hogy náluk ez a tánc a standard táncversenyek programjában az utolsó táncként szerepel, míg más országokban a harmadikként.

## Története
Néptáncként a keringőt a harmincas évek elején fedezték fel újra, mégpedig Németországban és Ausztriában. Az osztrák császári és királyi katonatiszt és tánctanár, Karl von Mirkowitsch tette a bécsi keringőt újra társaság- és versenyképessé. A tánc a gyors, egyenletes, szárnyaló, teret betöltő lépésekben és forgásokban fejeződik ki. Zenéjében – amely egyébként mára új lendületet kapott André Rieu keringőkirálynak és zenekarának köszönhetően – sok a vonós hangszer. E csodás melódia táncra ösztönöz minden táncoslábú embert. 1951-től hivatalosan is a versenytáncprogram részét képezi.

## Tulajdonságai
Zenéje: gyorsan folyó, temperamentumos, szárnyaló, lendületes
Zenei üteme: 3/4-es 
Tempó: tudásszint szerint 50-60 ütem/perc
Versenyeken 60 ütem/perc